# Philomon Baffour
Philomon Baffour, né le 6 février 2001 à Accra, est un footballeur ghanéen. Il joue au poste d'arrière droit avec le Dreams FC.

## Biographie

### En sélection
Avec les moins de 20 ans, il participe à la Coupe d'Afrique des nations des moins de 20 ans 2021 qui se déroule en Mauritanie. Lors de cette compétition, il prend part aux six matchs disputés par son équipe, et dans leur intégralité. Le Ghana est sacré champion d'Afrique, en battant l'Ouganda en finale.
Au cours de l'année 2021, il est aperçu à plusieurs reprises sur le banc des remplaçants de l'équipe nationale A, mais sans entrer en jeu.
Le 21 décembre 2021, le sélectionneur du Ghana, Milovan Rajevac, l'inclut dans une pré liste de 29 joueurs pour participer à la Coupe d'Afrique des nations 2021 organisée au Cameroun. Toutefois, il n'est pas inclus dans la liste définitive.

## Palmarès
| Ghana -20 ans - Coupe d'Afrique des nations (1) : - Vainqueur : 2021. |